# Plac Zgody we Wrocławiu

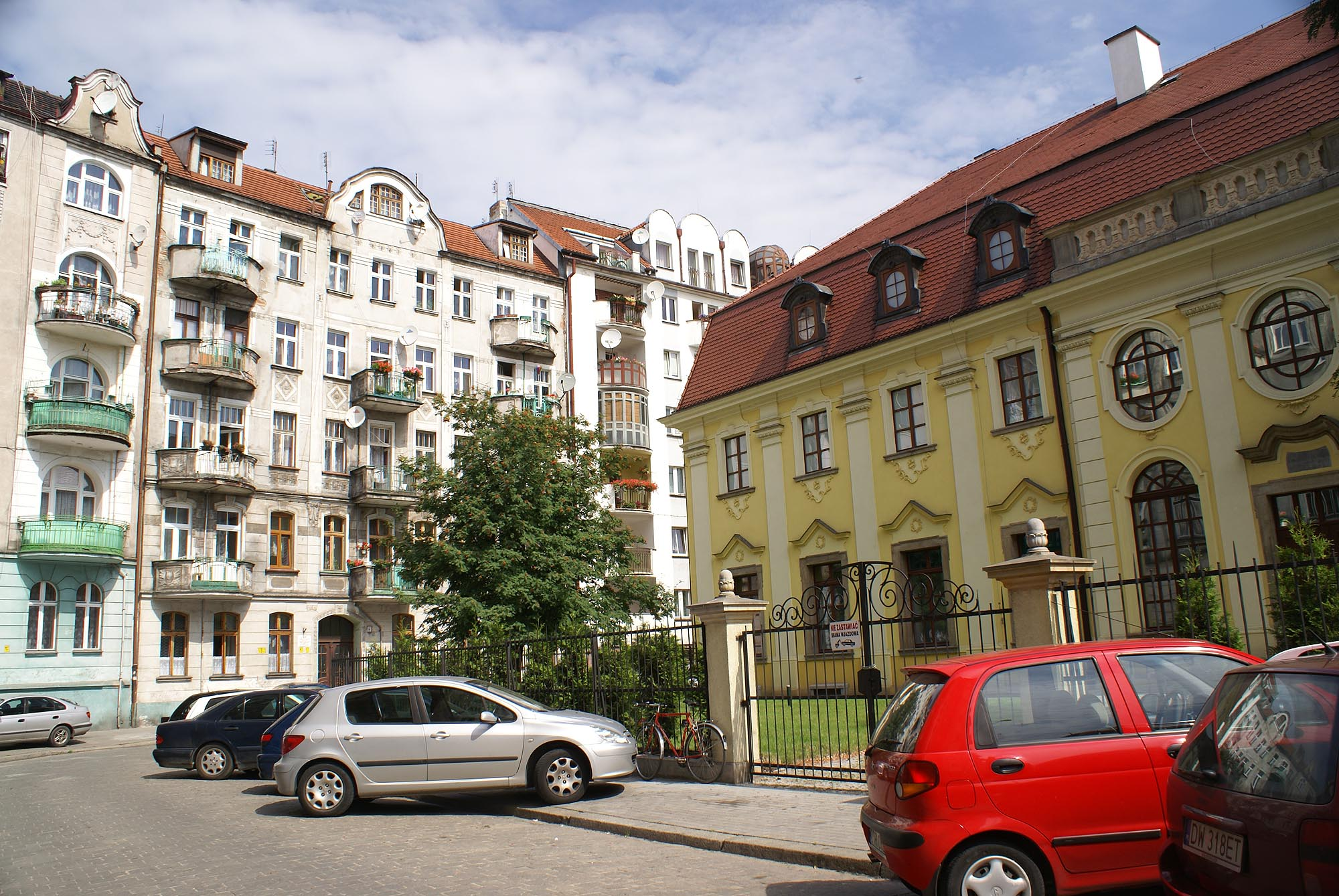
Kamienica nr 7.

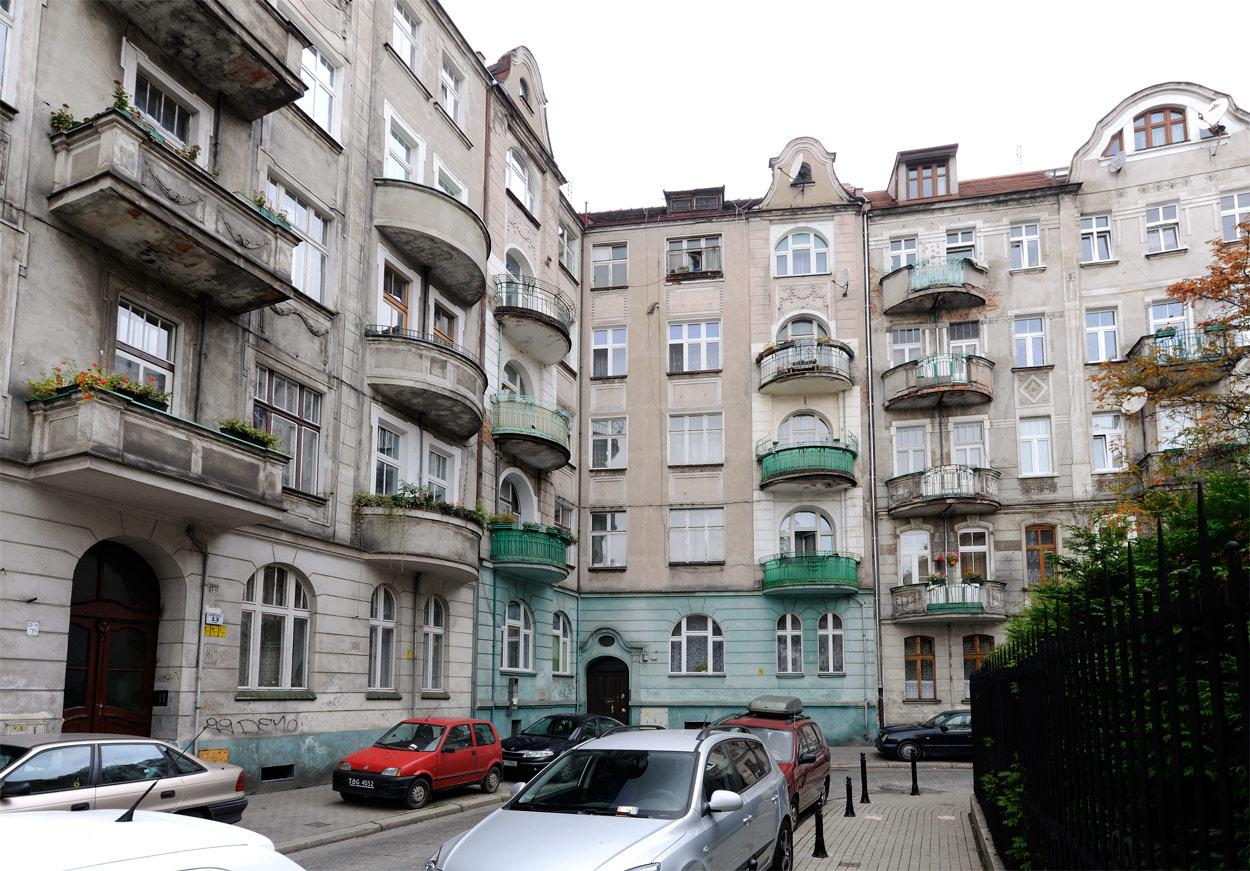
Kamienice nr 9-13.

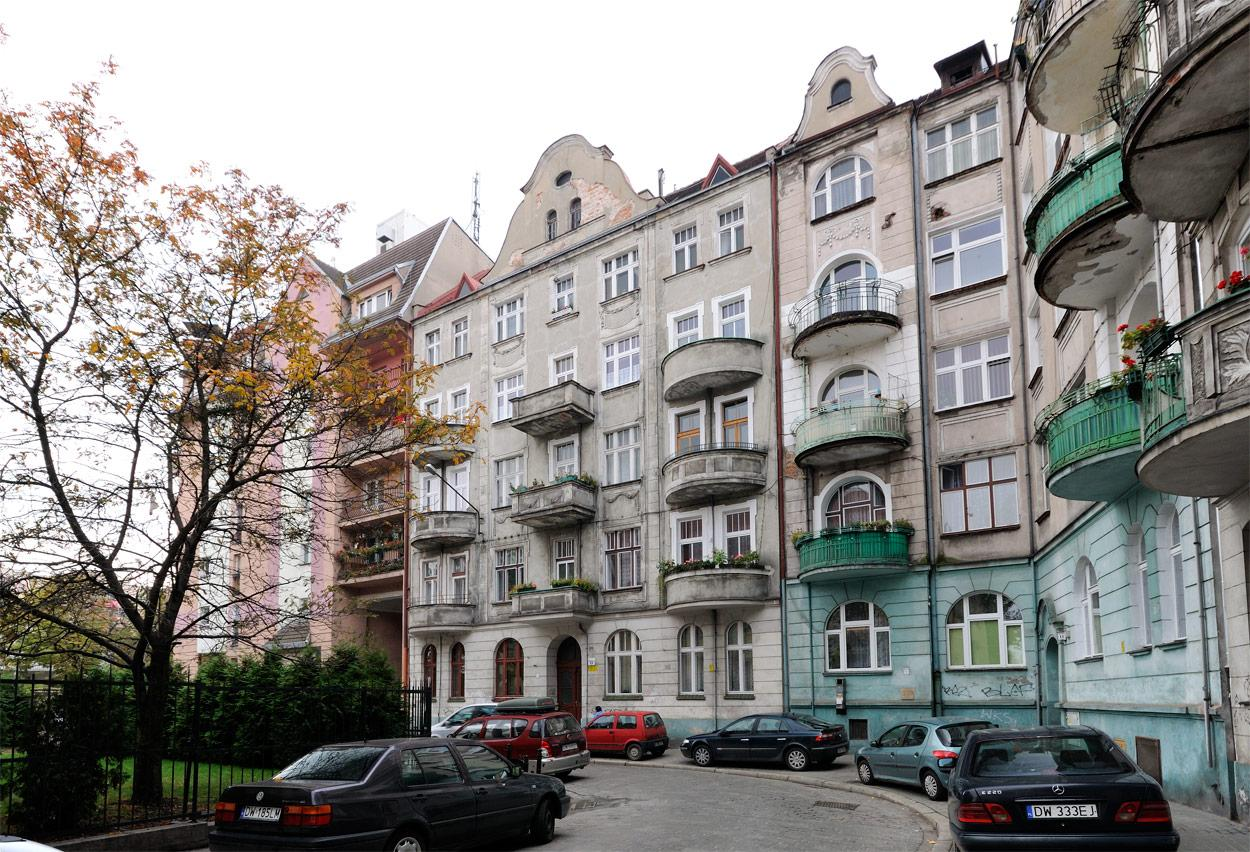
Kamienica nr 13.

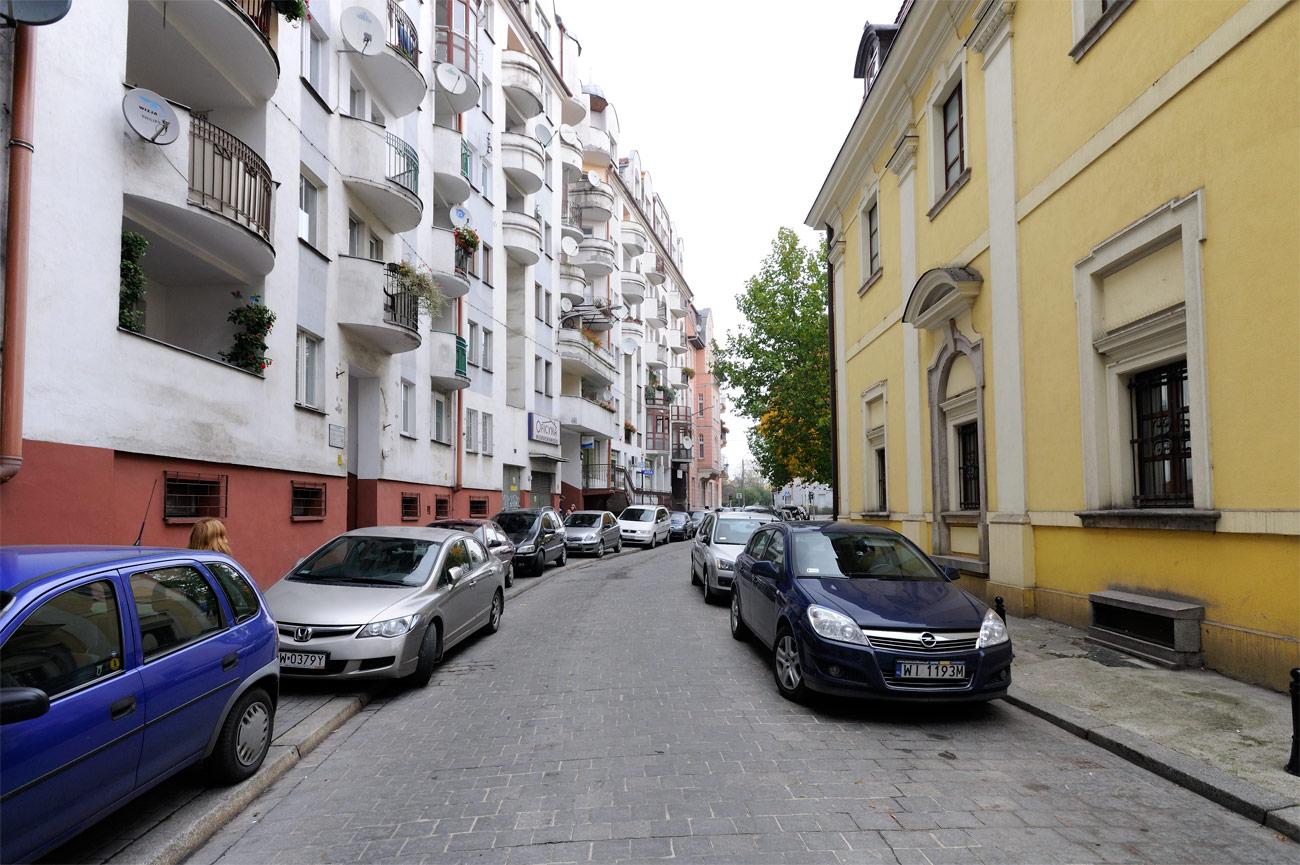
Budynek nr 1-5.

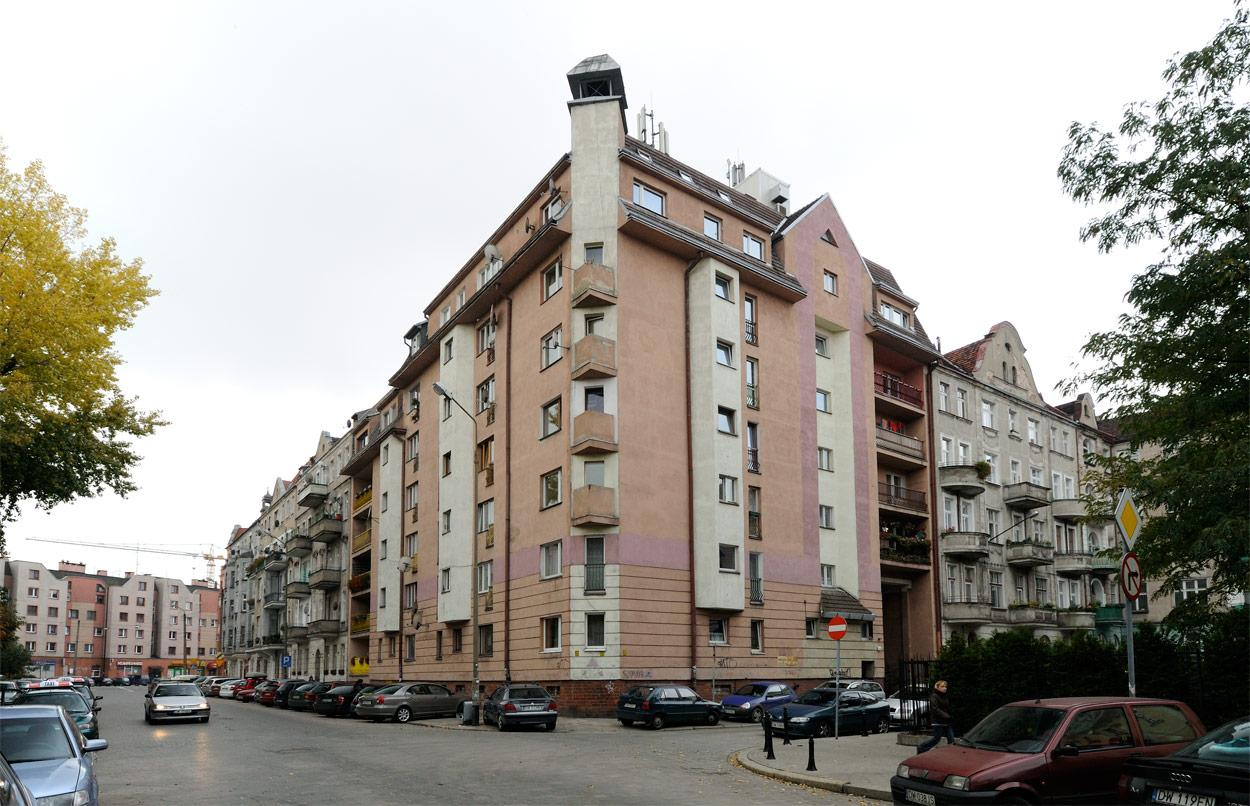
Ul. Zgodna 15, w tle ul. Kościuszki.

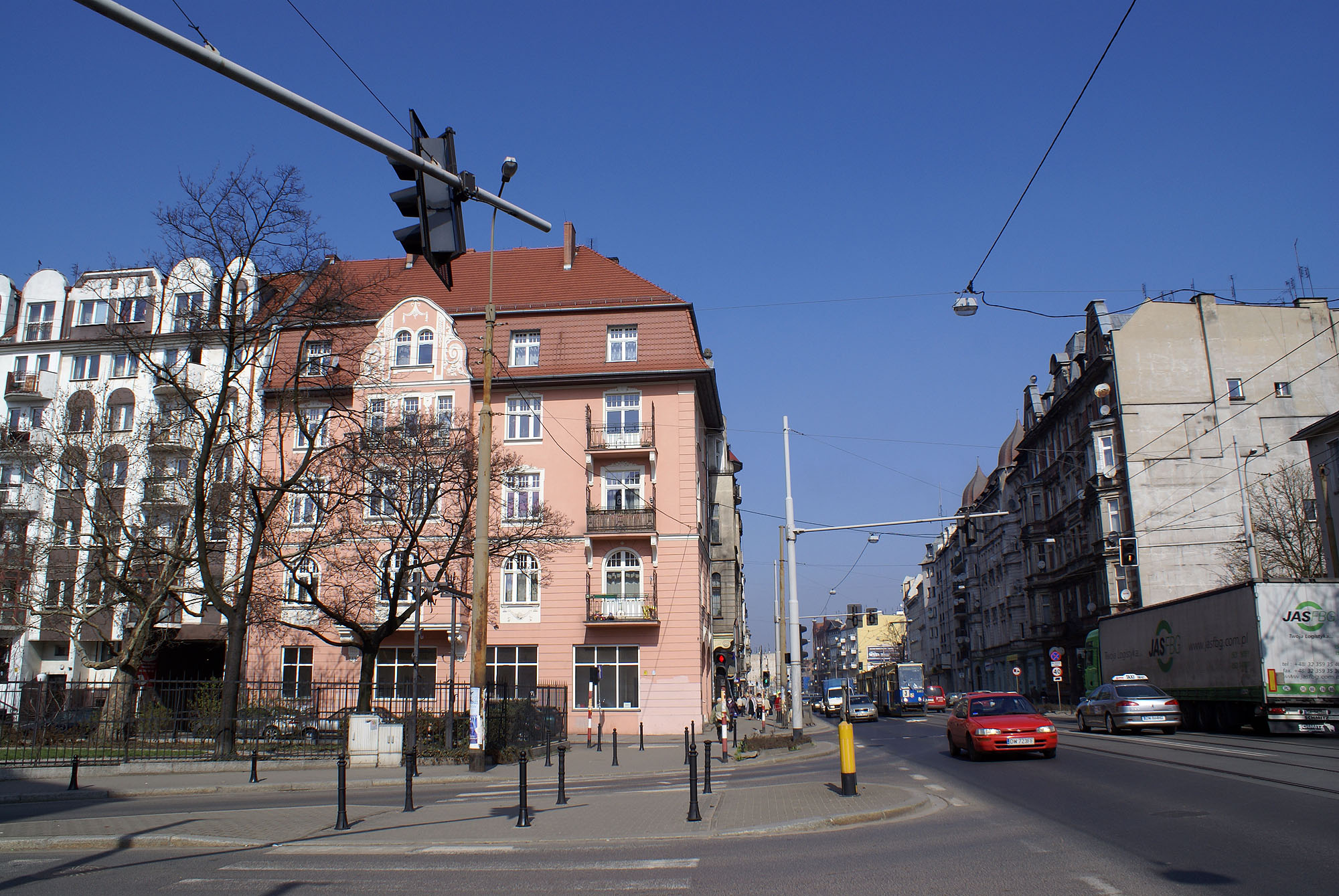
Ul. Traugutta i plac.

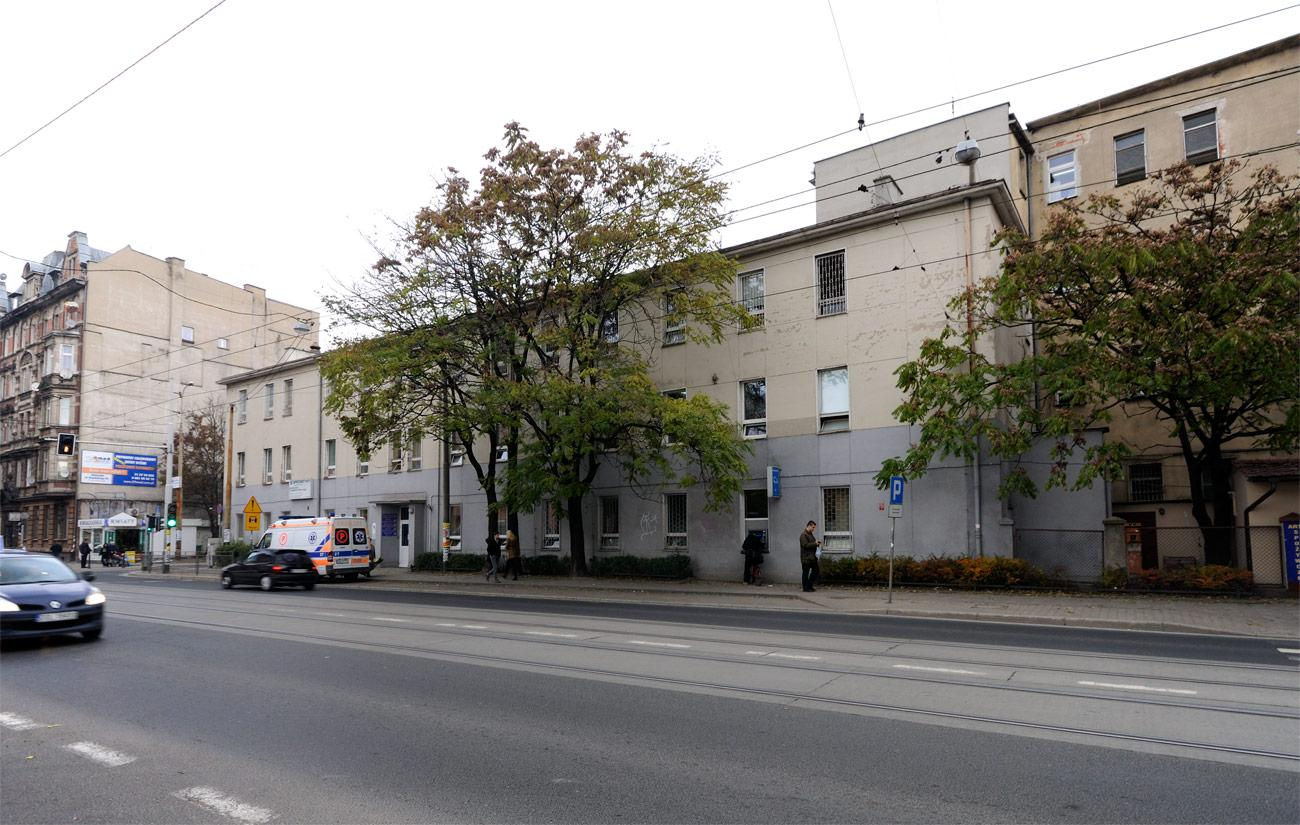
Budynek dawnego szpitala.

Plac Zgody (dawniej niem.: Webskyplatz) – plac położony we Wrocławiu na osiedlu Przedmieście Oławskie (dawniej niem.:Ohlauer Vorstadt) w byłej dzielnicy Krzyki . Tu mieści się dawny tzw. Letni Pałac Biskupów Wrocławskich, w którym obecnie ma swoją siedzibę Muzeum Etnograficzne .

## Historia
Obszar w obrębie którego położony jest plac Zgody został włączony do miasta w 1808 roku. Plan zabudowy tych obszarów położony na lewym brzegu rzeki Odry został sporządzony w 1856 roku i zabudowę realizowano sukcesywnie w XIX i XX wieku.
Główną ulicą Przedmieścia Oławskiego, która wcześniej stanowiła  fragment średniowiecznej drogi do Oławy, była współczesna ulica Generała Romualda Traugutta, przebiegająca bezpośrednio przy terenie placu. Natomiast w miejscu samego placu położony był tzw. Biały Folwark (Parschner Vorwerk, Allodium Album, Weisses Vorwerk), w obrębie majątku ziemskiego należącego do biskupów wrocławskich na gruntach lokacyjnych dawnej wsi Parschowici, który wzmiankowany jest od około 1360 roku, oraz letni Pałac Biskupów Wrocławskich, zbudowany około 1732–1737, z fundacji kardynała Philippa Ludwiga von Sinzendorfa, prawdopodobnie wg projektu  Chistopha Hacknera. Obiekt nie był użytkowany przez biskupów od 1751 roku, odzyskany został w 1795 roku, a następnie w 1880 roku sprzedany Egmontowi Websky. Został wówczas – po przejęciu obiekt przez rodzinę Websky – rozbudowany wg projektu firmy Brost&Grosser. Pozostawał w ich władaniu do 1905 roku. W pałacu od 1907 roku mieścił się urząd stanu cywilnego. Budynek zniszczony w 1945 roku podczas II wojny światowej został odbudowany, z uproszczeniami, w latach 1962–1965. Użytkowany był jako dom aktora, następnie od 2004 roku swoją siedzibę znalazło tu Muzeum Etnograficzne – oddział Muzeum Miejskiego, a następnie Muzeum Narodowego założonego 1.01.2000 rok.
Sam plac natomiast, wraz z ulicą Zgodną, został wytyczony w ramach parcelacji działki na której położone były wyżej opisane obiekty w 1908 roku, po rozebraniu w 1906 roku budynków gospodarczych dawnego folwarku i funkcjonujących w tych budynkach w latach 1803–1880 fabryki cykorii. Wokół placu, w miejscu otaczającego pałac założenia parkowego, powstała zabudowa w postaci kamienic czynszowych w zabudowie ciągłej z lat 1898–1910. Budynki te zostały częściowo zniszczone podczas oblężenia Wrocławia w 1945 roku. Zabudowa została uzupełniona częściowo budynkami plombowymi z lat 1980–1990. Wybudowano między innymi budynek nr 3-7 w latach 1986–1992 według projektu A. Boryska. Plac położony jest w obszarze zalanym podczas powodzi w 1997 roku.

## Nazwy placu
Plac w swojej historii nosił następujące nazwy:
- Webskyplatz
- Zgody.

Nazwa wcześniejsza placu – Webskyplatz – upamiętnia mieszkającego przy tym placu właściciela tzw. "Białego Folwarku", Egmonta Websky, (urodzony 17.06.1827 roku w Głuszycy, zmarły 26.02.1906 roku we Wrocławiu). Był on również przemysłowcem działającym w branży tekstylnej oraz tajnym, komunalnym radcą państwowym. Założył przy placu Muzeum Sztuki w pałacu biskupa Schaffgotscha.
Nazwa Plac Zgody nawiązuje do nazwy przyległej ulicy – ulica Zgodna.

## Ulice
Do placu Zgody przypisana jest ulica od długości 155 m, biegnąca od ulicy Generała Romualda Traugutta, skręcająca pod kątem zbliżonym do prostego i dalej biegnąca do ulicy Zgodnej. Należy ona do kategorii drogowej – droga gminna, oraz klasy drogowej – D (droga dojazdowa).
Ulice w najbliższym sąsiedztwie placu:
- ulica Generała Romualda Traugutta, Wallgasse, Weingasse-Vorverkgasse, Klosterstrasse[1][7][17][20]
- ulica Zgodna, Webskystrasse (biegnąca od ulicy Tadeusza Kościuszki do ulica Generała Romualda Traugutta)[1][17][21][22]
- ulica Żabia Ścieżka, Margaretensteg (biegnąca od ulicy Generała Romualda Traugutta – północny narożnik placu – do Mostu Żabia Ścieżka nad Oławą)[23][24][25][26].

W ulicy Generała Romualda Traugutta przy placu znajduje się torowisko tramwajowe. Położony w pobliżu przystanek nosi nazwę zaczerpniętą od tego placu – "Plac Zgody" .

## Zabudowa i zagospodarowanie
Plac ma kształt trapezoidalny, o wymiarach około 100 na 50-70 m. Jego zagospodarowanie otwiera przestrzeń palcu ku ulicy Generała Romualda Traugutta, poprzez zieleniec, w obrębie którego położony jest dawny letni pałac biskupów wrocławskich.
Przy placu położone są budynki w zabudowie ciągłej pierzei północno-zachodniej i południowo-zachodniej o numerach 3, 5, 7, 9, 11, 13, obejmujące zachowane kamienice oraz uzupełniającą zabudowę plombową . Kolejne kamienice tej zabudowy położone już przy ulicy Zgodnej mają nadane kolejne numery (od numeru 15 i dalej) . Południowo-wschodnią pierzeję stanowi współczesna zabudowa mieszkalno-usługowa przy ul. Zgodnej 2, 4, 6 .
W obrębie placu położony jest dawny letni Pałac Biskupów Wrocławskich, w którym od października 2004 roku mieści się Muzeum Etnograficzne, stanowiące oddział Muzeum Narodowego we Wrocławiu. Pierwsza wystawa stała w nowej siedzibie została otwarta w maju 2006 roku . Sam budynek reprezentuje niewielki pałac barokowy (przebudowa w stylu neobarokowym), z okazałym ogrodem w stylu francuskim. Pozostała część obszaru wraz z przypałacowym ogrodem – kwartału placu otoczonego ulicą przynależną do placu oraz ulicą Zgodną i ulicą Generała Romualda Traugutta o powierzchni 0,23 ha – przeznaczona jest na tereny zieleni z możliwością lokalizacji obiektu szczególnego, takiego jak np. fontanny, pomniki, rzeźby lub podobne.
Po przeciwnej do placu stronie ulicy Generała Romualda Traugutta, na północny wschód od placu, znajduje się kompleks budynków szpitalnych zajmujących teren o powierzchni około półtora hektara  (współcześnie około 2,34 ha). Powstał w latach 1852–1913 jako Szpital "Bethanien". Tu mieścił się po wojnie Dolnośląski Szpital Specjalistyczny im. T. Marciniaka – Centrum Medycyny Ratunkowej (obecnie przeniesiony do nowego kompleksu na Stabłowicach) . W ramach tego kompleksu zachowały się także ruiny kaplicy ewangelickiej "Bethanien" (z 1873 roku), przylegające do ulicy Żabia Ścieżka.

## Ochrona i zabytki
Obszar Przedmieścia Oławskiego podlega ochronie konserwatorskiej, między innymi w zakresie historycznego, urbanistycznego układu przestrzennego z XIII-XIX wieku i wpisany jest do rejestru zabytków decyzją nr 538/A/05 z dnia 20.06.2005 roku. Sam obszar placu (wraz z fragmentem ulicy Zgodnej) objęty został strefą ochrony konserwatorskiej
Ochronie i wpisowi do ewidencji zabytków podlega Letni Pałac Biskupów z lat 1732–1737 wpisany pod nr A/2793/182 z dnia 15.02.1962 roku, a wcześniej pon nr rej. Z/4 z 24.04.1958 roku. Ponadto w wojewódzkiej i gminnej ewidencji zabytków wymienne są kamienice przy placu Zgody numery: 9, 11, 13. W ewidencjach tych figuruje także kamienica położone na rogu placu i ulicy Generała Romualda Traugutta, numery 107/109. W gminnej ewidencji wymieniono także budynki kompleksu szpitalnego. Za zabytek została uznana także kaplica "Bethanien" i budynek mieszkalny, wpisane pod numerem A/2357/435/Wm z 30.12.1987 roku.